# تپه علی‌آباد سربند
تپه علی‌آباد سربند مربوط به دوران پیش از تاریخ ایران باستان است و در شهرستان بردسیر، روستای نجف آباد واقع شده و این اثر در تاریخ ۱ فروردین ۱۳۴۵ با شمارهٔ ثبت ۴۹۳ به‌عنوان یکی از آثار ملی ایران به ثبت رسیده است.